# Supplì
Il supplì (nome che deriva dall'italianizzazione del francese surprise, sorpresa) è una pietanza rustica tipica romana e si tratta di una crocchetta di forma allungata cilindrica, preparata con riso, farcita con diversi ingredienti e fritta nell'olio.

## Origine del nome
Il nome è una corruzione del termine en surprise, usato nella cucina francese per tutti i tipi di crocchette o pezzi di carne ricoperti di pangrattato. Le crocchette francesi sono anch'esse chiamate talvolta croquettes en surprise.

## Storia
A causa del nome e della tecnica di preparazione da esso descritta, entrambi francesi, è molto probabile che l'origine del piatto non sia romana, ma transalpina: ciononostante il supplì è diventato col tempo un piatto chiaramente romano. Una crocchetta di riso molto simile al supplì ("Croquette de riz à la manière ancienne"), con parmigiano ma senza uova, è descritta da Marie-Antoine Carême in un suo libro del 1815. L'affermazione spesso riportata che la ricetta dei supplì sia stata portata a Roma dai Francesi che occuparono la città alla fine del settecento e sotto Napoleone non è provata, dal momento che essi vengono menzionati per la prima volta nel 1847, comparendo nel menu della Trattoria della Lepre a Roma con il nome di soplis di riso. I supplì romani appaiono inoltre nel carteggio fra Sibilla Aleramo e James Joyce: lo scrittore irlandese, trasferitosi a Parigi, ricorda con nostalgia all'amica i cartocci pieni di supplì fritti che comprava con la moglie nelle friggitorie durante il suo soggiorno romano nel 1906, e la sua passione è condivisa dalla scrittrice. "Le supplì" appaiono nel classico manuale di cucina romana di Ada Boni, edito nel 1929.

## Descrizione
Il supplì è simile alle crocchette di riso francesi e all'arancino siciliano, dal quale però differisce per la caratteristica forma a fuso (o ellissoidale); per alcuni la differenza sarebbe nella preparazione, ma come l'arancino siciliano, anche il supplì può essere presentato con numerose ricette. Uno dei nomi comuni di questa tipica pietanza della tradizione romana e laziale è "supplì al telefono", derivante dal fatto che per mangiarlo caldo, come è tradizione, andava aperto in due e la mozzarella filante creava un "filo" tra le due parti di riso facendolo sembrare, appunto, un telefono.
La ricetta più antica a oggi conosciuta (del 1929) prevede che i supplì si preparino utilizzando un riso da risotto (carnaroli, arborio o vialone nano) bollito in acqua salata, fatto raffreddare e condito con sugo di carne o sugo finto, parmigiano reggiano, e uova crude, con all'interno regagli di pollo e carne macinata di manzo cotti a parte, funghi secchi e un paio di dadini di provatura (un formaggio fresco romano simile alla mozzarella). Il supplì viene poi passato nel pane grattugiato e fritto dorato in olio bollente.
La panatura esterna prevede due ricette diverse: la prima (la ricetta più diffusa e più antica) usa soltanto pangrattato, la seconda invece consiste in una prima infarinatura, poi un passaggio nell'uovo e quindi l'ultimo passaggio nel pangrattato. Più fine è il pangrattato e meno possibilità ci sono che il sapore dell'olio si senta all'interno. Il supplì va fritto in olio bollente (180 °C), preferibilmente di semi di arachide o extravergine d'oliva.
I supplì possono anche essere cotti al forno su teglia imburrata (in particolare quelli surgelati). Come gli arancini siciliani, alle volte nell'impasto possono essere incluse verdure (in particolare spinaci o cicoria), pancetta, funghi, piselli, ecc. Sul litorale romano, le friggitorie offrono con buon successo supplì realizzati con il risotto ai gamberetti o alla pescatora. È una pietanza che risulta difficile trovare nelle altre regioni d'Italia.
Negli ultimi anni diverse pizzerie e friggitorie romane hanno iniziato a proporre le più svariate combinazioni di sapori all'interno del supplì: si parte dalla gricia (pecorino, pepe e guanciale), fino ad arrivare all'amatriciana. Queste nuove interpretazioni del tradizionale supplì si stanno affermando come nuove pietanze tipiche della cucina romana.